# Judit Kárász
Judit Kárász, coniugata Csernákné (Budapest, 30 dicembre 1952), è un'ex cestista ungherese.

## Carriera
Con l'Ungheria ha disputato i Campionati del mondo del 1975 e due edizioni dei Campionati europei (1972, 1974).